# Beatriz Bilbao
Beatriz Bilbao (sinh ngày 8 tháng 12 năm 1951) là một nhà soạn nhạc người Venezuela. Bà sinh ra ở Caracas, Venezuela, và học piano với Judith James và Gerty Haas, sáng tác với Modesta Bor, và thực hiện với Alberto Grau và Gonzalo Castellanos ở Venezuela. Bà tiếp tục học tại Trường Âm nhạc Đại học Indiana với Frederick Fox, Juan Orrego Salas và John Eaton và tại Nhạc viện âm nhạc New England và Nhạc viện Cluj Napoca ở România.
Sau khi hoàn thành việc học của mình, Bilbao làm việc như một nhà soạn nhạc và giáo viên âm nhạc. Năm 1991, bà đảm nhận một vị trí giảng dạy tại Học viện Âm nhạc Học viện (IUDEM) ở Caracas và từ năm 2001. Âm nhạc của bà đã được trình diễn quốc tế.

## Danh hiệu va giải thưởng
- 1995 Giải thưởng quốc gia Ramón Delgado Palacios cho tác phẩm piano của bà Secuencias Mestizas
- Giải thưởng Munizipal năm 1994 cho Trilogía Aborígen và Bốn điệu nhảy màu
- 1989 Cuộc thi sáng tác giao hưởng đầu tiên Giải thưởng Seguros la Previsora dành cho Concierto de las Tres Esferas

## Công trình
Bilbao làm việc với cả phương tiện điện tử và nhạc cụ âm thanh, sáng tác cho dàn nhạc, dàn nhạc thính phòng, điện âm, điện tử, giọng hát và biểu diễn piano. Các tác phẩm được chọn bao gồm:
- Medaka
- Secuencias Mestizas III
- La Saeta 1995
- La Passionaria
- La Fiesta de San Juan
- Siete Luces cho tổng hợp và dàn nhạc
- Triángulo Mágico cho hai tổng hợp và dàn nhạc giao hưởng, với Ricardo Teruel
- Trilogía Aborígen, công việc thanh nhạc
- Bốn điệu nhảy cho piano
- Concierto de las Tres Esferas cho hai tổng hợp và dàn nhạc

Âm nhạc của bà đã được ghi lại và phát hành trên CD, bao gồm:
- Nhãn hiệu Espirales de Prana: sin contrato Discográfico